# Bouddhisme au Sri Lanka

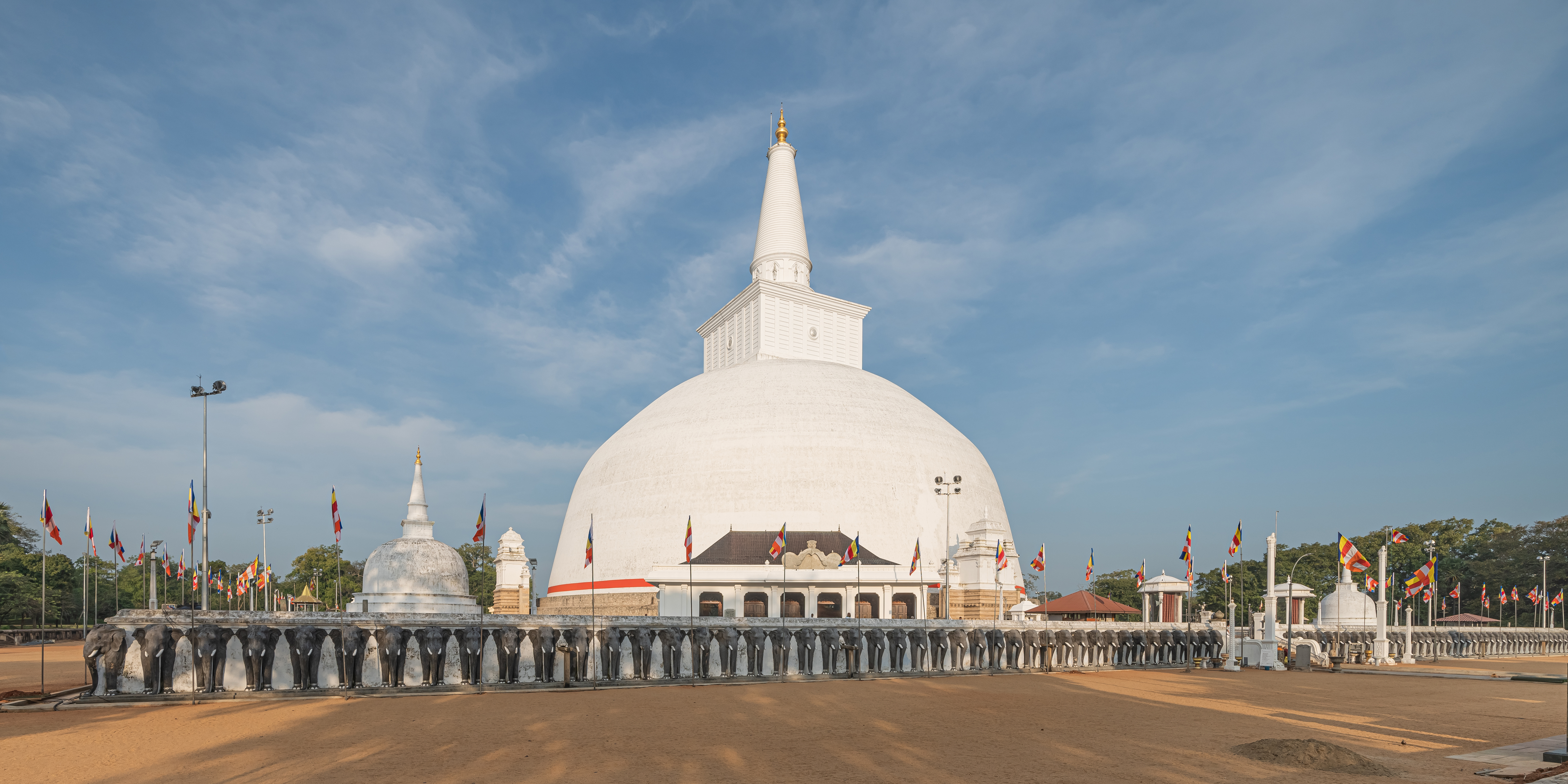
Le Grand Stupa à Anurâdhapura, Sri Lanka (autour de -140) d'après le Mahavamsa.

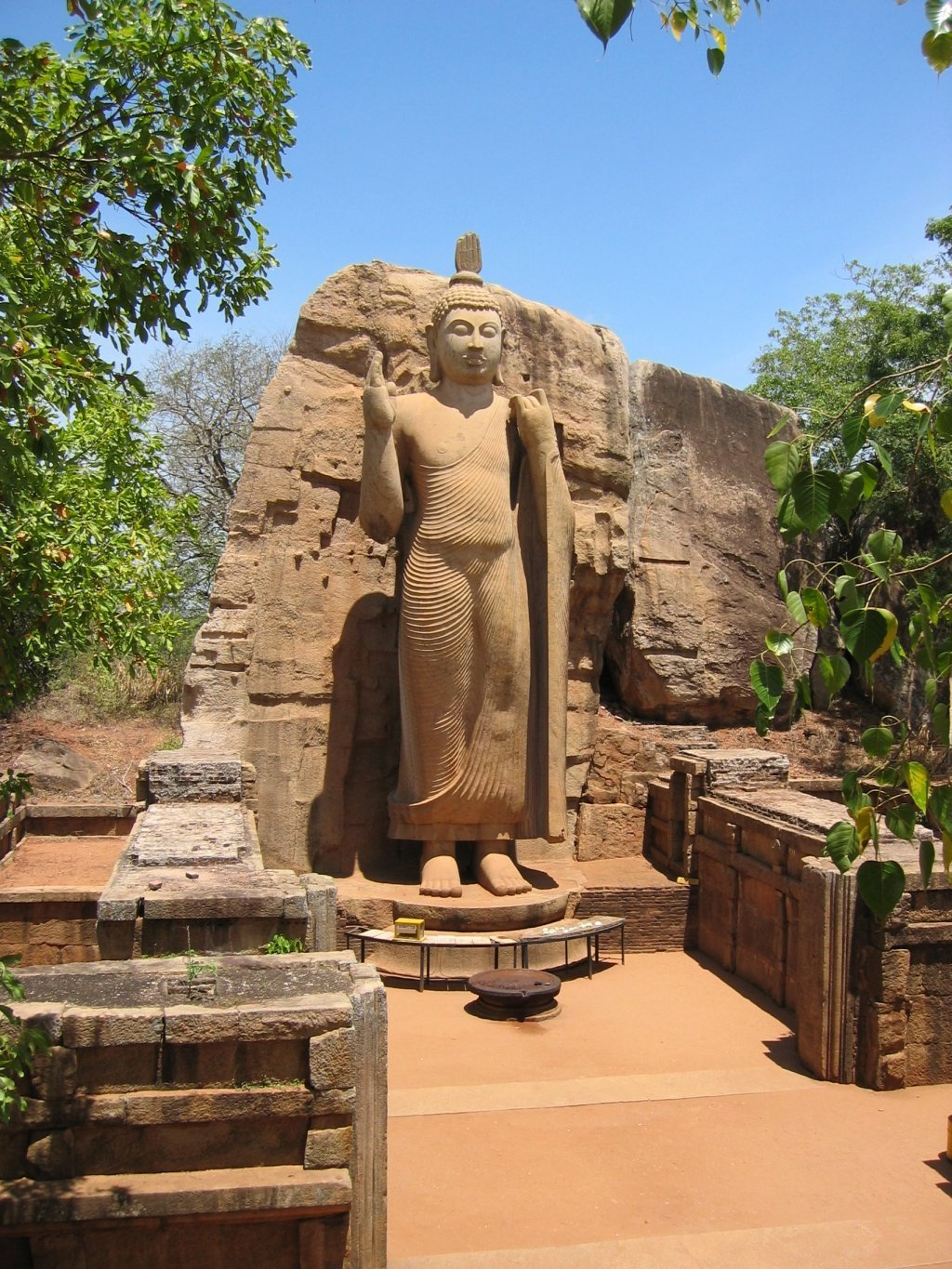
Statue de Avukana Bouddha (à partir du V).

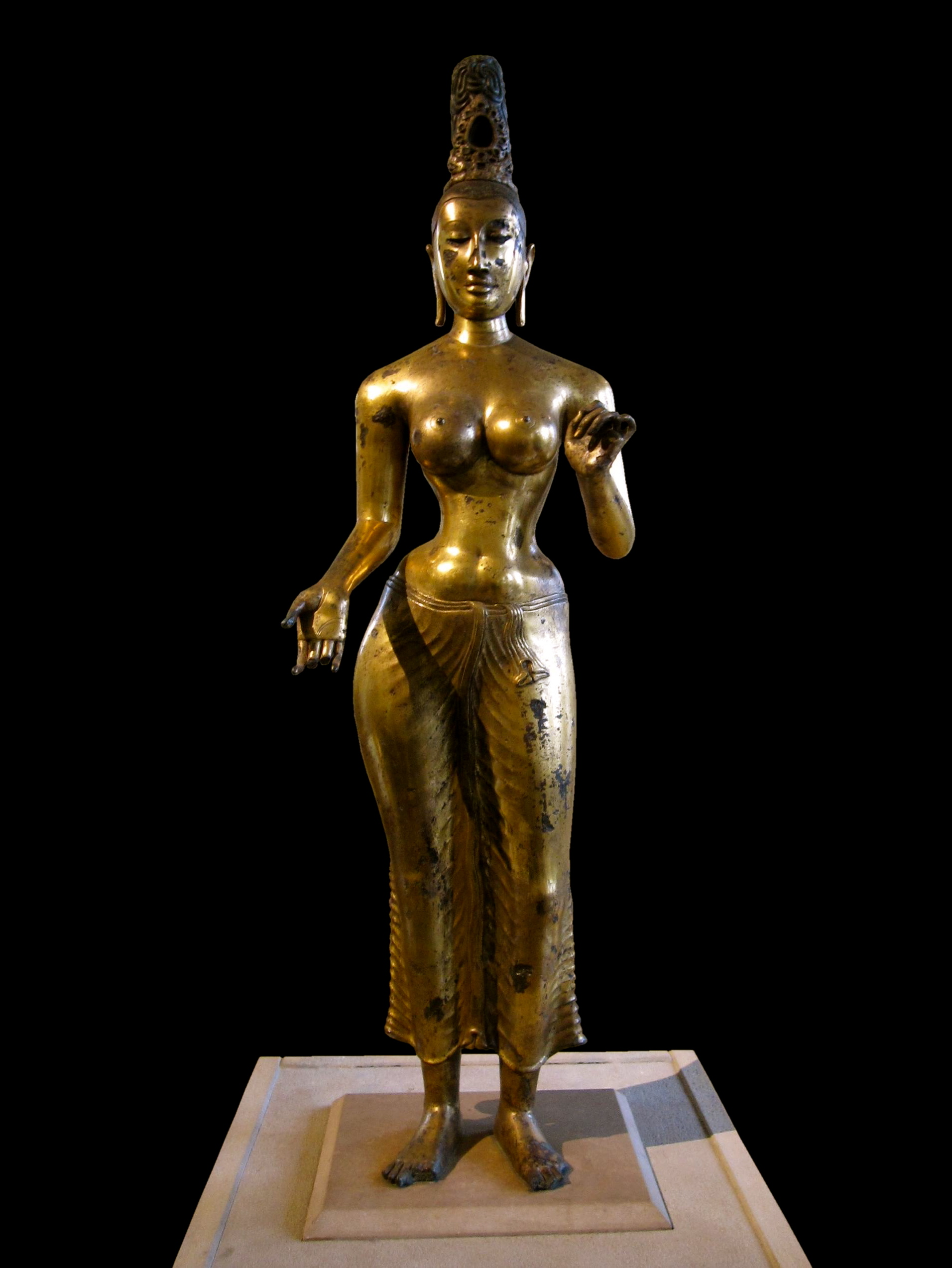
Statue en bronze doré de Tara Bodhisattva, de la période Anuradhapura (VIII).

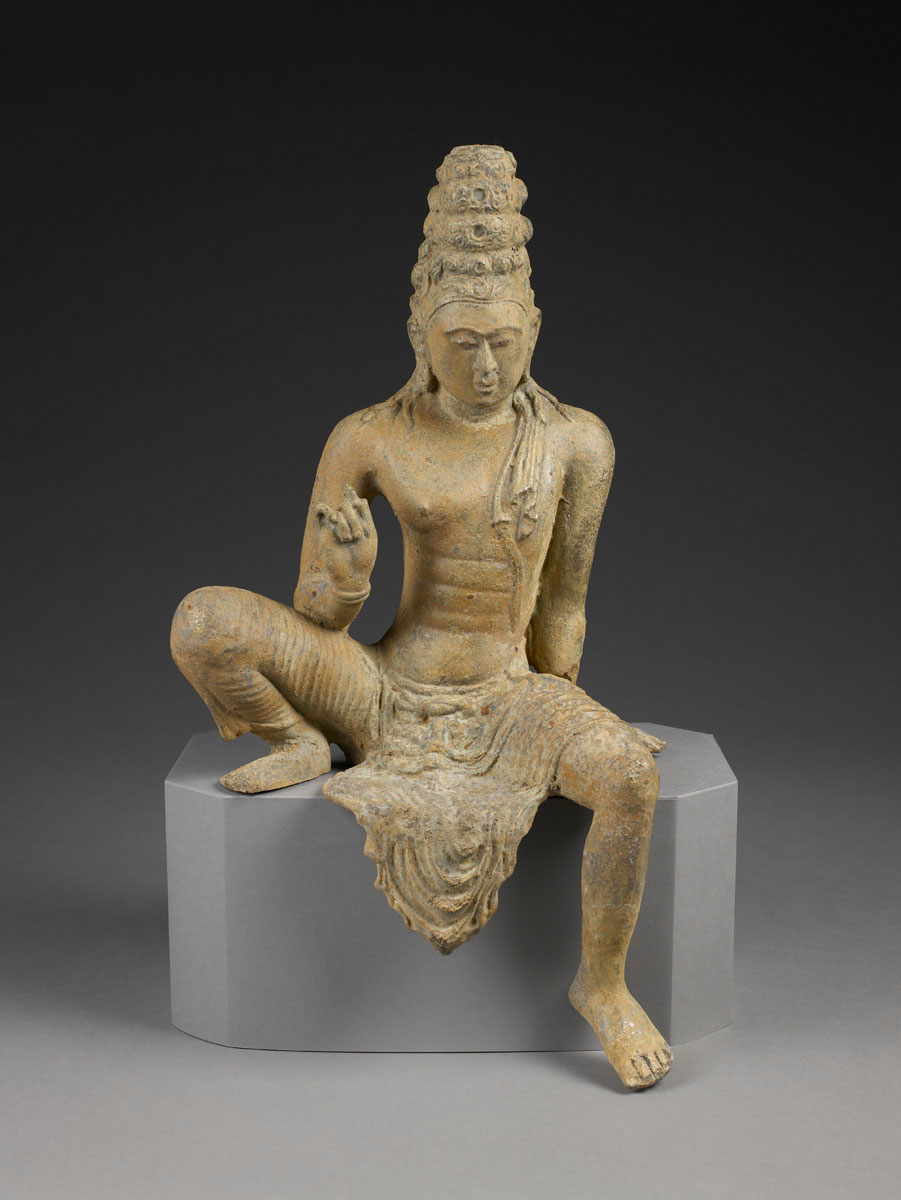
Statue en bronze d'Avalokiteśvara. Sri Lanka, 750.

Statue de Bouddha à, Kandy. C'est la plus grande statue de Bouddha marchant, au monde : (24 m).

Le bouddhisme Theravada est la religion de 70,2 % de la population du Sri Lanka. L'île a été un centre d'apprentissage et d'études bouddhistes depuis l'introduction de ce mouvement au IIIe siècle av. J.-C., produisant d'éminents savants tels que Buddhaghosa et préservant le vaste  Canon Pāli. Tout au long de son histoire, les rois sri-Lankais ont joué un rôle majeur dans le maintien et le renouveau des institutions du bouddhisme de l'île. Au cours du XIXe siècle, une modernisation de la pratique eut lieu sur l'île, ce qui en a favorisé l'étude et l'apprentissage. Il y a environ 6 000 monastères bouddhistes au Sri Lanka, avec environ 15 000 moines.

## Histoire

### Introduction du bouddhisme
Selon des chroniques sri-lankaises traditionnelles telles que Dipavamsa, le bouddhisme a été introduit au Sri Lanka par le moine Mahinda (Arhanthà Mahinda Thero), au  IIIe siècle av. J.-C.,  après le  Concile de Pāṭaliputra (connu comme étant le 3econcile), sous le règne de Devanampiya Tissa, roi  d'Anurâdhapura.
Mahinda, était le fils de l'empereur Ashoka. Selon la tradition, le jour de son arrivée, le roi a offert au saṅgha le parc Mahameghavana, où sera planté une des branches de l’arbre de la Bodhi (sous lequel Siddhartha Gautama a atteint l’Éveil),   apportée sur l’île par Samghamitta, la sœur de Mahinda. Planté en  288 av. J.-C., cet arbre sacré est connu sous l’appellation Jaya Sri Maha Bodhi (en) (singhalais :  ජය ශ්‍රී මහා බොධිය).
De nombreux monastères, temples et édifices religieux furent construits dans le parc au fil des siècles, dont certains réservés aux nonnes, Samghamitta ayant obtenu l'accord de son frère d'ordonner les femmes qui le souhaitaient. On attribue également à Mahinda la construction du Pathamaka cetiya, du Jambukola vihāra et du Hatthālhaka vihāra. Aujourd’hui, les anciens temples d’Isurumuniya et  de Vessagiri (en), sont devenus des lieux de pèlerinage.
Le canon Pāli, qui avait été transmis jusqu'à présent par tradition orale, a d'abord été mis par écrit au Sri Lanka vers 30 ans avant notre ère.

 
Le Mahavamsa, chapitre 29,, rapporte que pendant le règne du roi gréco-bactrien Ménandre 1er, le moine, chef yona (grec), nommé Mahadharmaraksita (en), mena 30 000 moines bouddhistes de "la ville grecque d'Alasandra" (environ 150 km au nord de Kaboul actuel en Afghanistan) au Sri Lanka pour la consécration du Ruwanwelisaya à Anuradhapura, démontrant que le gréco-bouddhisme avait contribué à l'installation du bouddhisme au Sri Lanka. 

### Centre de littérature Pali
En tant que résultat du travail de Buddhaghosa et d'autres compilateurs comme Dhammapāla (en), le Sri Lanka a développé une forte tradition de transmission d'écrits du canon Pali. La compilation de l'Atthakatha (commentaires), ainsi que les Nikāyas et d'autres Pitakas ont été mis par écrit pour la première fois dans le Temple du Rocher d'Aluvihare (en) au cours du premier siècle avant notre ère. La littérature bouddhiste en cinghalais a également prospéré et, depuis 410, les moines du Sri Lanka circulaient à travers l'Inde et l'Asie pour présenter leurs œuvres.

### Différentes obédiences du Theravāda
Dans la plus grande partie de l'histoire des débuts du Bouddhisme au Sri Lanka, trois subdivisions du Theravāda existaient au Sri Lanka, comprenant les moines des trois mahaviharas : - Anuradhapura Maha Viharaya, Abhayagiri vihāra et Jetavanaramaya. Anuradhapura Maha Viharaya a été la première tradition établie alors que d'Abhayagiri vihāra et Jetavanaramaya ont été établies par des moines qui avaient rompu avec la tradition Maha Viharaya. Selon A. K. Warder, le Mahīśāsaka indien s'établit au Sri Lanka, aux côtés du Theravada dans lequel il sera ensuite été absorbé. Les régions du nord du Sri Lanka semblent également avoir été occupées par des sectes d'Inde à certaines époques.
Au VIIe siècle, Xuanzang écrit deux de volumes principaux du bouddhisme Theravada au Sri Lanka, en se référant à la tradition Abhayagiri comme le "Mahayana Sthaviras" et la tradition Mahāvihāra comme le "Hinayana Sthaviras". Abhayagiri semble avoir été un centre pour les enseignements Mahayana et le Vajrayana. Xuanzang, écrit, « Les Mahāvihāravāsins rejettent le Mahāyāna et pratiquent le Hīnayāna, tandis que les Abhayagirivihāravāsins étudient à la fois l'enseignement Hīnayāna et Mahāyāna et propagent les Tripiṭaka ».
Au VIIIe siècle, le bouddhisme Mahayana et le Vajrayana sont pratiqués au Sri Lanka et deux Indiens moines responsable de la propagation du bouddhisme Vajrayana en Chine, Vajrabodhi et Amoghavajra, ont visité l'île pendant cette période.
Dans les commentaires en Pali, les termes utilisés pour la Mahayanins d'Abhayagiri ont été Vaitulya, Vaipulya et Vaidalya. Selon H.R. Perera, les commentaires Theravada les considéraient comme des hérétiques et de leurs doctrines incluait :

« Ils pensaient que le Bouddha, né dans le ciel de Tusita, y vivait et ne descendait jamais sur terre. C'était seulement une forme créée qui apparaissait parmi les hommes. Ceci créa la forme et Ānanda qui a tiré les leçons, prêchait la doctrine. Ils ont également estimé que rien de ce que l’on donnait à l’Ordre ne portait de fruits, car la Sangha, qui au sens ultime du terme, ne désignait que le chemin et les fruits, n’accepterait rien. Selon eux, tout couple humain peut entrer en relation sexuelle par consentement mutuel. »

### Les comptes de pèlerins Chinois
Au Ve siècle, Faxian se rendit au Sri Lanka et y passa deux ans avec les moines. Il obtint une copie sanscrite du vinaya du Mahīśāsaka à l’Abhayagiri vihāra vers 406. Le Mahīśāsaka Vinaya fut ensuite traduit en chinois en 434 par Buddhajiva et Zhu Daosheng. Cette traduction du Mahīśāsaka Vinaya demeure dans le canon bouddhiste chinois sous le nom de Taishō Tripiṭaka 1421.
Au VIIe siècle, le pèlerin Xuanzang a d'abord étudié pendant plusieurs années à Nalanda avant de se rendre ensuite au Sri Lanka pour y rechercher de l'enseignement supplémentaire. Cependant, ayant rencontré des moines sri-lankais réfugiés dans la capitale Chola, il a décidé de ne pas s'y rendre :

« Au moment de la visite de Hiuen Tsang, 300 Bhikshus de Ceylan, qui avaient quitté l'île en raison de la famine et de la révolution, avaient visité la capitale. Quand le pèlerin leur a annoncé son intention de se rendre à Ceylan pour s'instruire, ils lui ont dit qu'il n'y avait pas de Frères supérieurs à eux. Ensuite, le pèlerin a discuté de textes de yoga avec eux et a constaté que leurs explications ne pouvaient excéder celles données par īlabhadra à Nālandā. »

### Déclin et renaissance
Du Ve au XIe siècle, l’île du Sri Lanka a connu une guerre continue entre rois locaux, prétendants et envahisseurs étrangers tels que les dynasties des Chola et des Pandyan du sud de l’Inde. Cette guerre a vu l'éviction de viharas et a rendu la situation difficile pour le bouddhisme. En 1070, Vijayabahu I de Polonnaruwa conquit l'île et entreprit de réparer les monastères. La situation du bouddhisme sri-lankais était si mauvaise à cette époque qu'il ne pouvait pas trouver cinq bhikkhus (moine) dans toute l'île pour ordonner plus de moines et restaurer la tradition monastique. En conséquence, il a envoyé une délégation en Birmanie, qui lui a renvoyé plusieurs anciens savants avec des textes bouddhiques. Le roi a supervisé l'ordination de milliers de moines. La réforme royale du bouddhisme sri-lankais s'est poursuivie sous Parakramabahu I (vers 1153), qui restaura de nombreux monastères et stupas. Au cours de cette période, la littérature bouddhiste sri-lankaise a de nouveau prospéré et les trois grands écrivains Mahākassapa Thera (en) de Dimbulagala Raja Maha Vihara, Moggallana Thera et Sāriputta Thera (en) ont compilé des commentaires et des sous-commentaires en pali. Parakramabahu II de Dambadeniya (à partir de 1236 environ) était un roi érudit et écrivit plusieurs textes bouddhiques cinghalais.

### Abolition des autres traditions Theravada
Avant le XIIe siècle, de plus en plus de dirigeants du Sri Lanka accordaient leur soutien et leur patronage aux Abhayagiris et des voyageurs tels que Faxian considéraient les Abhayagiris comme la principale tradition bouddhiste du Sri Lanka,. La marche des Abhayagiris pour devenir le groupe dominant s'est effondré au XIIe siècle, lorsque le Maha Viharaya a obtenu le soutien politique de Parakramabahu I (1153–1186), qui a complètement aboli les traditions Abhayagiri et Jetavanaya,. Les moines de ces deux traditions ont ensuite été défroqués et ont eu le choix de retourner au monde séculier ou de tenter de les réordonner sous la tradition Maha Viharaya en tant que sāmaṇeras. Parakkamabāhu a également nommé un saṅgharāja « roi de la sangha », un moine qui présiderait la sangha et ses ordinations au Sri Lanka avec l'aide de deux adjoints.

### Héritage Mahayana
La vénération d'Avalokiteśvara s'est poursuivie de nos jours au Sri Lanka, où il s'appelle Nātha. Plus récemment, des Theravadins formés en Occident ont tenté d'identifier Nātha avec Maitreya. Cependant, les traditions et l'iconographie de base, y compris une image d'Amitābha sur sa couronne, identifient Nātha comme étant Avalokiteśvara

« Il ressort clairement des seules preuves sculpturales que le Mahāyāna était assez répandu dans tout le Sri Lanka, bien que le récit moderne de l'histoire du bouddhisme sur l'île présente une lignée ininterrompue et pure de Theravāda. (On peut seulement supposer que des tendances similaires ont été transmises à d'autres parties de l'Asie du Sud-Est avec les lignées d'ordination sri-lankaises.) On peut voir les reliques d'un vaste culte d'Avalokiteśvara dans la figure actuelle de Nātha »

Les premiers rapports des Européens du XVIIIe siècle décrivent les moines bouddhistes du Sri Lanka comme engagés dans la récitation de mantras et utilisant des chapelets de prière bouddhistes pour compter comme dans le bouddhisme Mahayana

### La continuité de la lignée
Le Sri Lanka possède la plus longue histoire continue de bouddhisme de tous les pays bouddhistes, la Sangha ayant existé dans une lignée en grande partie ininterrompue depuis son introduction au IIIe siècle av. J.-C. Au cours des périodes de déclin, la lignée monastique du Sri Lanka a été ravivée par le contact avec la Birmanie et la Thaïlande.

### Le colonialisme et le christianisme

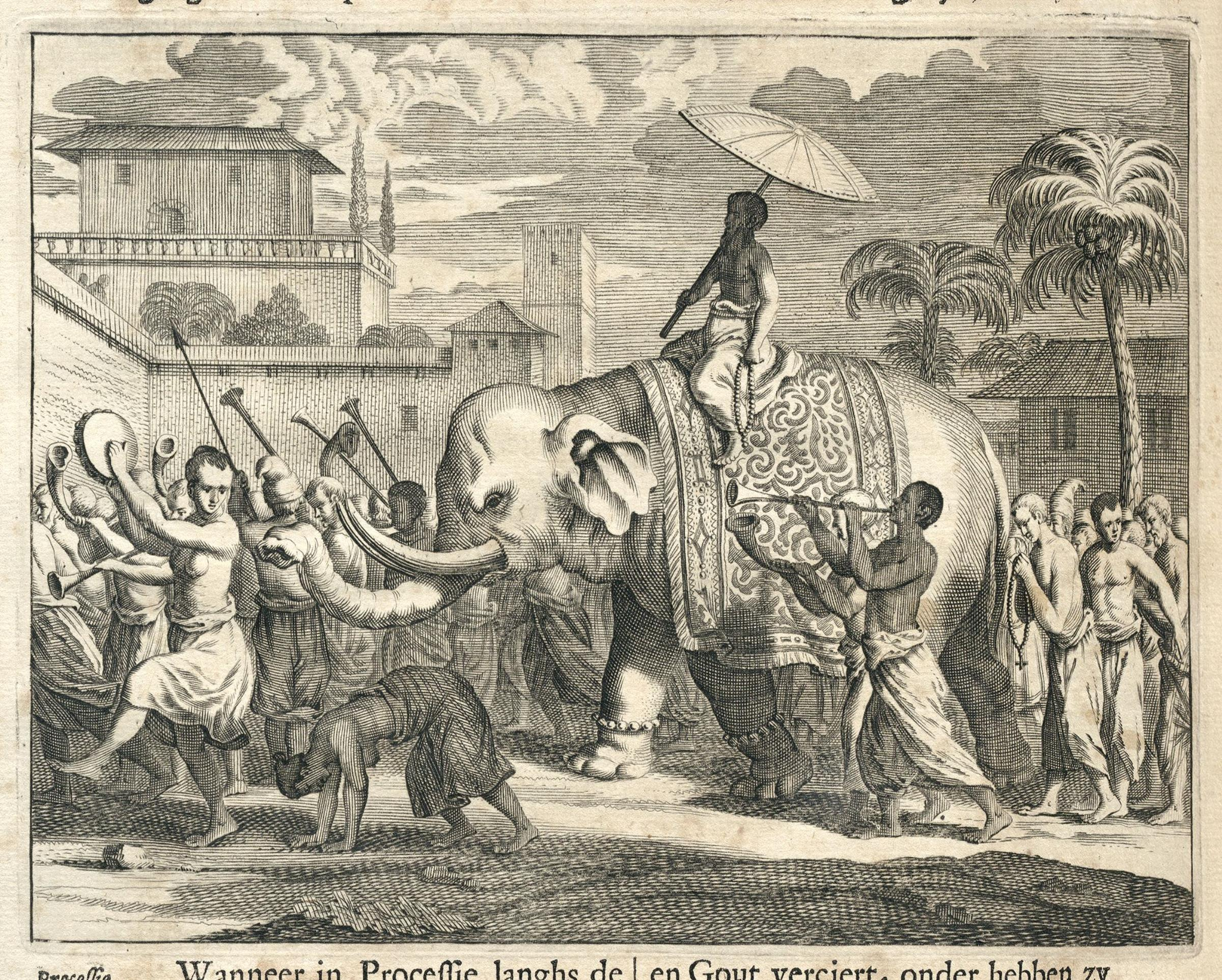
gravure hollandaise du festival religieux bouddhiste à Ceylan, v. 1672

À partir du XVIe siècle, des missionnaires et des colonisateurs portugais, néerlandais et britanniques du Sri Lanka ont tenté de convertir la population locale au christianisme. Les guerres avec les Portugais et leurs alliés ont affaibli la Sangha. En 1592, Vimaladharmasuriya I, de Kandy, sollicita l'aide de la Birmanie afin d'ordonner des moines bouddhistes sur l'île, car il n'en restait presque plus de correctement ordonnés. À partir de 1612 à 1658, les Hollandais et les Portugais se sont battus sur l'île avec les Cinghalais pris au milieu. Les Néerlandais ont remporté et occupé les zones maritimes de l'île qui avait été prise par les Portugais jusqu'en 1796, quand ils abandonnèrent ces territoires à la couronne britannique. Les Néerlandais étaient moins zélés que les Portugais dans leur prosélytisme religieux, bien qu'ils fussent encore discriminatoires envers les bouddhistes qui n'étaient pas autorisés à être considérés comme citoyens auprès des autorités locales ; par conséquent, de nombreux Cinghalais se prétendaient protestants. Au cours de cette période, de nombreux dirigeants cinghalais pratiquants, tels que Vira Narendra Sinha de Kandy (1706-1739) et Sri Vijaya Rajasinha de Kandy (1739-1747) continuèrent à protéger le bouddhisme, restaurant des temples et des monastères.
Au milieu du XVIIIe siècle, l'ordination supérieure de moines bouddhistes connue sous le nom d'upasampada (en), qui était éteinte à l'époque, a été rétablie avec l'aide de moines thaïlandais à la suite d'initiatives prises par Weliwita Sri Saranankara Thero (en) pendant le règne du roi Kirthi Sri Rajasinghe
En 1813, la mission (protestante) américaine de Ceylan est établie à Jaffna. En 1815, une armée britannique s'empare de Kandy et destitue le roi cinghalais mettant fin à une lignée de rois bouddhistes d'une durée de 2 301 ans. Ils conservent le Sri Lanka jusqu'en 1948. Comme les Hollandais, les Britanniques refusent d'enregistrer les bébés non-baptisés et d'accepter les mariages non-chrétiens. Ils ont également toujours préféré les chrétiens dans l'administration du gouvernement. Les Britanniques ont également soutenu divers groupes de missionnaires chrétiens qui ont créé des écoles sur l'île. L'éducation dans ces écoles (qui décriait le bouddhisme) était une exigence pour le gouvernement. Les missionnaires ont également écrit des tracts en cinghalais attaquant le bouddhisme et promouvant le christianisme

### Renouveau bouddhiste

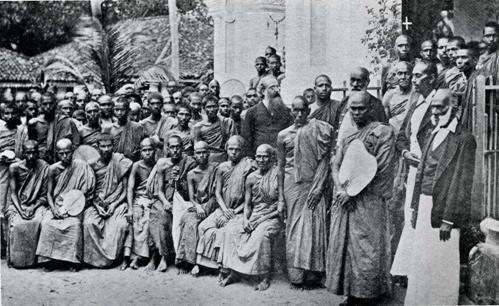
Henry Olcott parmi des bouddhistes (Colombo, 1883).

Au XIXe siècle, la naissance d'un mouvement national bouddhiste a surgi comme réponse au prosélytisme chrétien. Il a été renforcé par les résultats du débat de Panadura entre prêtres chrétiens et moines bouddhistes tels que Migettuwatte Gunananda Thera (en) et Hikkaduwe Sri Sumangala Thera (en), largement considéré comme une victoire pour les bouddhistes. En 1880, Henry Steel Olcott arriva au Sri Lanka avec Madame Blavatsky de la Société théosophique. Il avait été intéressé lorsqu'il avait lu le débat de Panadura et après avoir étudié le bouddhisme, s'y était converti. Olcott et les dirigeants bouddhistes cinghalais ont fondé la Société théosophique bouddhiste en 1880, dans le but de créer des écoles bouddhistes (il n'y en avait que trois à l'époque, en 1940, il y avait 429 écoles bouddhistes sur l'île). L'association avait également ses propres publications pour promouvoir le bouddhisme : le journal cinghalais Sarasavisandarasa et son homologue anglais The Buddhist. Grâce à leurs efforts, Vesak est devenu un jour férié, l'enregistrement d'état-civil aux mariages bouddhistes ont été autorisés et l'intérêt pour le bouddhisme a augmenté. Anagarika Dharmapala, à l'origine interprète pour Olcott, a parcouru l'île pour prêcher et écrire. Après son voyage en Inde, il fonda la Société Maha Bodhi en 1891, dont le but était de faire revivre le bouddhisme en Inde et de restaurer les anciens sanctuaires bouddhistes de Bodh Gaya, Sarnath et KushinaraSociété de la Maha Bodhi. Ses efforts ont permis de restaurer ces sites et de susciter un regain d'intérêt pour le bouddhisme chez certains Indiens. Les associations de la renaissance bouddhiste ont également beaucoup contribué à la publication de textes bouddhistes et à la promotion de l’érudition bouddhiste. Les érudits bouddhistes de la renaissance comprennent Sir Don Baron Jayatilaka, Fredrick Richard Senanayake (en), Walisinghe Harischandra (en) et Wilmot Arthur de Silva (en). Plusieurs sanctuaires bouddhistes ont également été reconstruits. Les dirigeants bouddhistes étaient également actifs dans le mouvement pour l'indépendance du Sri Lanka. Depuis l'Indépendance, le bouddhisme a continué de prospérer sur l'île.

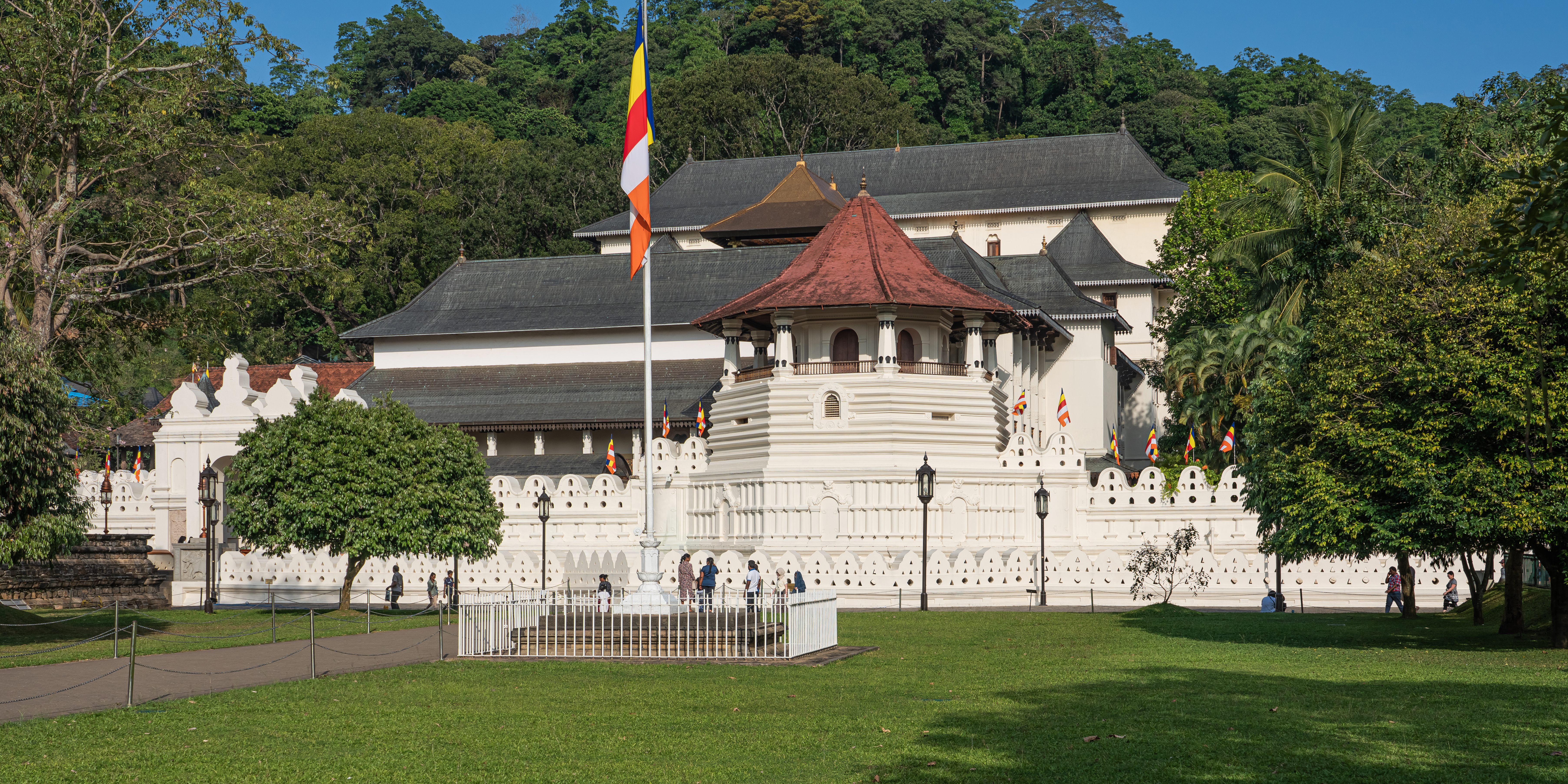
Le Temple de la Dent a été rénové pendant le renouveau bouddhiste.

La renaissance du bouddhisme a également amené les bouddhistes cinghalais à porter le flambeau du bouddhisme et à l'allumer sur des rivages étrangers. Anagarika Dharmapala et Asoka Weeraratna (en) sont deux de ces pionniers parmi tant d'autres. Ils ont été les pionniers de l'établissement de Viharas en Europe. Anagarika a fondé le Vihara londonien en 1926, tandis qu'Asoka Weeraratna s'est tourné vers l'Allemagne en fondant le Vihara bouddhiste de Berlin (Das Buddhistische Haus du Dr Paul Dahlke) en 1957 avec des moines du Sri Lanka séjournant à long terme pour répandre le Dhamma. Ce fut le premier Vihara bouddhiste Theravada en Allemagne et en Europe continentale.
Depuis la renaissance du bouddhisme, le Sri Lanka est également un centre important d’études bouddhistes occidentales. L'un des premiers bhikkhus occidentaux, Nyanatiloka Mahathera a étudié au Sri Lanka, y a établi l'"Island Hermitage (en)" et ordonné plusieurs moines occidentaux, qui y ont étudié, tels que Nanamoli Bhikkhu (en) et Ven. Nyanaponika (qui a fondé la Société de publication bouddhiste avec Bhikkhu Bodhi) est responsable de nombreuses traductions importantes du canon pali et d'autres textes sur le bouddhisme en anglais et en allemand.

### Ordination bhikkhuni
Quelques années après l'arrivée de Mahinda, Bhikkhuni Sanghamitta, qui est également soupçonnée d'être la fille de l'Empereur Ashoka est venue à Sri Lanka. Elle fut la première religieuse de l'ordre du Sri Lanka, mais cet ordre de moniales s'éteignit au Sri Lanka au XIe siècle.
De nombreuses femmes ont été ordonnées au Sri Lanka depuis 1996. En 1996, grâce aux efforts de Sakyadhita (en), une association internationale de femmes bouddhistes, l'ordre Theravada bhikkhuni a été rétabli, lorsque 11 femmes sri-lankaises ont été pleinement ordonnées à Sarnath (Inde), lors d'une cérémonie voulue par Ven. Dodangoda Revata Mahāthera et la fin du Ven. Mapalagama Vipulasāra Mahāthera de Mahābodhi en Inde avec l'aide de moines et de nonnes de l'ordre coréen de Chogyo,,,. Certaines ordinations de bhikkhuni ont été faites avec l’aide de religieuses issues de la tradition est-asiatique ; d'autres ont été données par l'Ordre monastique Theravada seul. Depuis 2005, de nombreuses cérémonies d'ordination des femmes ont été organisées par le chef du chapitre de Dambulla du   Siam Nikaya (en) au Sri Lanka.

## Les groupes monastiques bouddhistes
Les différentes écoles du clergé bouddhiste sri-lankais sont appelées Nikayas et les trois principales sont :
- Siam Nikaya (ou Siyamopali, Siyam Nikaya), fondée au XVIIIe siècle par Ven. Upali Thera (en), moine de Siam invité par le roi Kirti Sri Rajasinha de Kandy et à l'initiative de Weliwita Sri Saranankara Thero (en).
- Amarapura Nikaya, fondée en 1800 avec une ordination supérieure obtenue du Myanmar (Birmanie).
- Ramanna Nikaya (en), fondée en 1864 par Ambagahawatte Saranankara.

Au sein de ces trois divisions principales, il en existe de nombreuses autres, dont certaines sont basées sur les castes. Il n'y a pas de différences doctrinales entre elles.

## Démographie

Le bouddhisme au Sri Lanka Recensement de 2012

Le bouddhisme au Sri Lanka est principalement pratiqué par les Cinghalais. Toutefois, le recensement de 2012 a révélé une population bouddhiste de 22 254 personnes, dont onze moines, parmi la population tamoule sri-lankaise, représentant environ 1 % de l'ensemble des Tamouls sri-lankais au Sri Lanka. En 1988, près de 93% de la population de langue cinghalaise au Sri Lanka était bouddhiste

### Lectures complémentaires
- (en) Tessa Bartholomeusz (dir.), Buddhism and Politics in Twentieth-Century Asia, London/New York, Continuum, 1999, 173–193 p. (ISBN 978-1-85567-598-8, lire en ligne), « First Among Equals: Buddhism and the Sri Lankan State ».
- (en) Mahinda Deegalle, Popularizing Buddhism : Preaching as Performance in Sri Lanka, Albany, NY, State University of New York Press, 2006, 241 p. (ISBN 0-7914-6897-6).
- (en) Richard F. Gombrich, Theravada Buddhism : a social history from ancient Benares to modern Colombo, Londres, Routledge, 2006, 2e éd. (ISBN 978-0-415-36509-3).
- (en) Rita Langer, Buddhist Rituals of Death and Rebirth : A study of contemporary Sri Lankan practice and its origins, Abingdon, Routledge, 2007, 2007, 243 p. (ISBN 978-0-415-39496-3 et 0-415-39496-1).
- (en) Gunapala Piyasena Malalasekera, Dictionary of Pali Proper Names, volume 1,"A-M"lieu=New Delhi, Asian Educational Services, 2003, 2556 p. (ISBN 9788120618237). Lire en ligne: . Consulté le 22 août 2020 (Remarque: Il s'agit d'une réimpression de l'édition originale de 1938).
- (en) George Turnour, « The Mahavamsa (traduit du pāli en anglais) », sur mahavamsa.org, 1837 (consulté le 23 août 2020).
- Annales du Musée Guimet :Visites des Bouddhas dans l’île de Lanka, t. Tome 1, Paris, Ernest Leroux, 1880 (lire sur Wikisource), « Visites des Bouddhas dans l’île de Lanka », p. 117-138. Consulté le 26 septembre 2020.